# Định lý Heine–Borel
Trong topo học của không gian metric, định lý Heine-Borel, được đặt theo tên của Eduard Heine và Émile Borel, phát biểu rằng:
Đối với một tập con A trong không gian Euclide {\displaystyle \mathbb {R} ^{n}}, thì 2 mệnh đề sau đây là tương đương nhau:
- A là tập đóng và bị chặn.
- Mỗi phủ mở của A có một phủ con hữu hạn, nghĩa A là compact.

Trong thực tế, định lý Heine-Borel được phát biểu cho bất kỳ một không gian metric nào, như sau:
Một tập con {\displaystyle A} của không gian metric là compact khi và chỉ khi nó đóng và bị chặn hoàn toàn.

## Lịch sử
Định lí mà ngày nay ta biết là định lí Heine-Borel có nguồn gốc từ thế kỷ thứ 19 trong công cuộc xây dựng nền tảng vững chắc cho bộ môn giải tích thực, với trung tập là sự liên tục đều và định lí rằng mọi hàm số liên tục trên một khoảng đóng và bị chặn thì liên tục đều. Peter Gustav Lejeune Dirichlet là người đầu tiên chứng minh định lí này, và ông sử dụng sự tồn tại của phủ con hữu hạn trong một phủ mở của tập đóng để chứng minh, chứng minh này xuất hiện trong các bài giảng từ năm 1852 nhưng chỉ được xuất bản vào năm 1904. Sau này, Eduard Heine, Karl Weierstrass và Salvatore Pincherle cũng sử dụng kỹ thuật tương tự. Năm 1895, Émile Borel là người đầu tiên phát biểu và chứng minh định lí mà ngày nay là định lí Heine-Borel, với cách chứng minh của Borel chỉ sử dụng đến số đếm được các phủ. Sau này, Cousin năm 1895, Lebesque năm 1898 và Schoenflies năm 1900 tổng quát hóa lên thành các phủ bất kì.

## Chứng minh
Giả sử {\displaystyle A} compact. Vì {\displaystyle \mathbb {R} ^{n}} là không gian Hausdorff nên {\displaystyle A} đóng. Lấy một họ 
{\displaystyle \left\{B(0,m)|m\in \mathbb {Z} ^{+}\right\}}
các phủ mở của {\displaystyle A}. Vì {\displaystyle A} compact nên có phủ con hữu hạn. Do đó có {\displaystyle M} sao cho {\displaystyle A\subset B(0,M)}. Nên, với hai điểm bất kỳ {\displaystyle x} và {\displaystyle y} của {\displaystyle A}, ta có {\displaystyle d(x,y)\leq 2M}. Vậy {\displaystyle A} bị chặn.
Ngược lại, nếu {\displaystyle A} đóng và bị chặn, giả sử {\displaystyle d(x,y)\leq N} với mọi {\displaystyle x,y\in A}. Cố định một điểm {\displaystyle x_{0}} của {\displaystyle A}, đặt {\displaystyle d(x_{0},0)=b}. Khi đó, với mọi {\displaystyle x\in A} thì 
{\displaystyle d(x,0)\leq d(x,x_{0})+d(x_{0},0)\leq N+b}.
Đặt {\displaystyle P=N+b}, thì {\displaystyle A} là tập con của {\displaystyle [-P,P]^{n}}, là tập compact. Vì {\displaystyle A} đóng nên {\displaystyle A} cũng compact.